# فهرست شهرهای استان لرستان

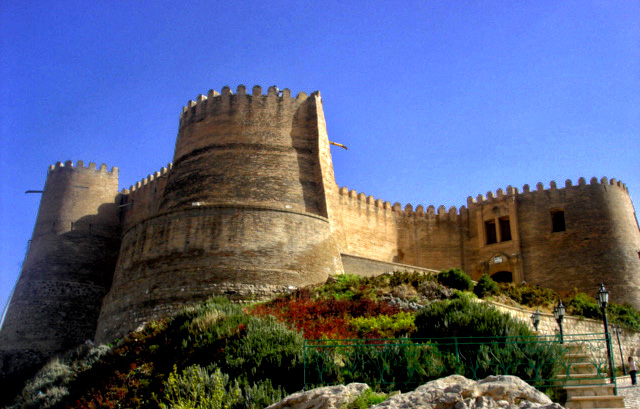
خرم‌آباد مرکز استان لرستان

جمعیت شهرهای استان لرستان بر اساس سرشماری سال‌های ۱۳۸۵، ۱۳۹۰ و ۱۳۹۵ خورشیدی:
| ردیف | نام شهر    | شهرستان  | سال شهر شدن | جمعیت (۱۳۸۵) | جمعیت (۱۳۹۰) | جمعیت (۱۳۹۵) | رتبه در شهرستان |
| ---- | ---------- | -------- | ----------- | ------------ | ------------ | ------------ | --------------- |
| ۱    | خرم‌آباد    | خرم‌آباد  | ۱۳۰۵        | ۳۲۸٬۵۴۴      | ۳۴۸٬۲۱۶      | ۳۷۳٬۴۱۶      | ۱               |
| ۲    | بروجرد     | بروجرد   |             | 1۴۳٬۵۴۱      | 245654       | 264947       | ۱               |
| ۳    | دورود      | دورود    | ۱۳۲۸        | ۱۰۰٬۵۲۸      | ۹۹٬۴۹۹       | ۱۱۲٬۶۳۸      | ۱               |
| ۴    | کوهدشت     | کوهدشت   | ۱۳۳۱        | ۷۸٬۶۹۰       | ۹۰٬۹۶۷       | ۱۰۲٬۹۵۸      | ۱               |
| ۵    | الیگودرز   | الیگودرز | ۱۳۱۷        | ۸۵٬۵۱۹       | ۹۰٬۹۲۷       | ۹۲٬۶۵۸       | ۱               |
| ۶    | نورآباد    | دلفان    | ۱۳۵۲        | ۵۶٬۴۰۴       | ۶۱٬۱۶۴       | ۶۳٬۵۴۷       | ۱               |
| ۷    | ازنا       | ازنا     | ۱۳۳۰        | ۳۷٬۶۴۵       | ۴۰٬۱۴۵       | ۴۷٬۴۸۹       | ۱               |
| ۸    | الشتر      | سلسله    | ۱۳۴۰        | ۲۸٬۳۰۶       | ۳۰٬۲۵۷       | ۳۳٬۵۵۸       | ۱               |
| ۹    | پلدختر     | پلدختر   | ۱۳۴۲        | ۲۲٬۵۸۸       | ۲۵٬۰۹۲       | ۲۶٬۳۵۲       | ۱               |
| ۱۰   | کونانی     | کوهدشت   |             | ۳٬۷۴۶        | ۸٬۲۴۲        | ۷٬۷۶۸        | ۲               |
| ۱۱   | معمولان    | معمولان  |             | ۷٬۶۳۳        | ۷٬۵۰۲        | ۷٬۶۵۶        | ۲               |
| ۱۲   | چقابل      | رومشکان  | ۱۳۷۵        | ۴٬۸۰۱        | ۵٬۱۷۶        | ۶٬۱۲۵        | ۱               |
| ۱۳   | ونایی      | بروجرد   | ۱۳۹۷        | ۴۷۸۰         | ۵۲۰۰         | ۵٬۹۹۴        | ۳               |
| ۱۴   | اشترینان   | بروجرد   |             | ۴٬۲۶۴        | ۴٬۰۸۳        | ۴٬۲۴۰        | ۲               |
| ۱۵   | فیروزآباد  | سلسله    |             | ۲٬۸۵۷        | ۲٬۸۷۶        | ۲٬۹۳۹        | ۲               |
| ۱۶   | گراب       | کوهدشت   | ۱۳۷۵        | ۳٬۲۷۰        | ۳٬۲۰۰        | ۲٬۹۲۵        | ۳               |
| ۱۷   | سپیددشت    | خرم‌آباد  |             | ۳٬۱۹۷        | ۲٬۵۴۵        | ۲٬۹۱۷        | ۲               |
| ۱۸   | زاغه       | خرم‌آباد  | ۱۳۷۸        | ۲٬۸۳۹        | ۲٬۶۸۵        | ۲٬۷۷۶        | ۳               |
| ۱۹   | چالانچولان | دورود    | ۱۳۷۷        | ۱٬۰۹۴        | ۱٬۴۷۸        | ۲٬۲۲۳        | ۲               |
| ۲۰   | درب گنبد   | کوهدشت   | ۱۳۹۸        | ۲٬۱۱۹        | ۲٬۱۹۱        | ۲٬۱۳۱        | ۴               |
| ۲۱   | سراب دوره  | چگنی     | ۱۳۷۸        | ۱۷۳۸         | ۱٬۹۸۸        | ۲٬۰۸۷        | ۱               |
| ۲۲   | مؤمن‌آباد   | ازنا     |             | ۱٬۲۳۰        | ۱٬۵۶۱        | ۱٬۸۲۱        | ۲               |
| ۲۳   | بیران‌شهر   | خرم‌آباد  | ۱۳۸۰        | ۱٬۵۴۴        | ۱٬۴۰۹        | ۱٬۷۲۰        | ۴               |
| ۲۴   | ویسیان     | چگنی     | ۱۳۸۶        | ۱٬۳۱۲        | ۱٬۵۱۵        | ۱٬۷۱۳        | ۲               |
| ۲۵   | شول‌آباد    | الیگودرز | ۱۳۹۰        | -            | ۱٬۵۵۳        | ۱٬۵۳۱        | ۲               |
| ۲۶   | هفت چشمه   | دلفان    | ۱۳۹۰        | ۱۵۴۴         | ۱۵۴۵         | ۸۷۰          | ۲               |
| ۲۷   | شاهپورآباد | الیگودرز | ۱۳۹۶        |              |              | ۱٬۳۶۴        | ۴               |
| ۲۸   | چمن سلطان  | الیگودرز |             |              |              | ۲٬۰۹۱        | ۳               |
| ۲۹   | تیتکان     | الیگودرز |             |              |              | ۳۷۸          | ۵               |
| ۳۰   | چم پلک     | چگنی     |             |              |              | ۷۰۷          | ۳               |
| ۳۱   | سراب حمام  | پلدختر   | ۱۳۹۹        |              |              | ۱٬۱۰۸        | ۳               |
| ۳۲   | برخوردار   | دلفان    |             |              |              | ۱٬۶۲۷        | ۴               |